# Steve Scalise
Stephen Joseph Scalise (Nueva Orleans, Luisiana; 6 de octubre de 1965) es el actual whip (líder partidario) de la mayoría de la Cámara de Representantes de los Estados Unidos, siendo diputado por el 1.° distrito congresional de Luisiana, ejerciendo desde 2008. Pertenece al Partido Republicano y fue el presidente de la Comisión de Estudio Republicana.
Antes de llegar al congreso nacional, Scalise se desempeñó por cuatro meses como senador estatal luego de doce años en la Cámara de Representantes de Luisiana. El 19 de junio de 2014, Scalise fue elegido por sus colegas Republicanos para servir como whip en la cámara baja, asumiendo el cargo el 1 de agosto como el primer oriundo del estado en ocupar la posición desde que el Demócrata Hale Boggs (representante del 2.° distrito del estado) ejerció desde 1962 a 1971. En 2017, Scalise se convirtió en el decano de la delegación del Congreso para el estado de Luisiana tras la jubilación del exsenador republicano David Vitter.

## Vida privada
Scalise nació en Nueva Orleans, uno de los tres hijos de Alfred Joseph Scalise, un corredor de bienes raíces, que murió el 8 de octubre de 2015, a la edad de 77 años, y Carol Schilleci. Sus hermanos son Glenn y Tara Scalise.
Scalise se graduó de la Secundaria Archbishop Rummel en Metairie en Jefferson Parish y obtuvo una Licenciatura en Ciencias de la Universidad Estatal de Luisiana en Baton Rouge, con una maestría en programación de computadoras y grado menor en ciencia política. En la Universidad Estatal de Luisiana, Scalise fue miembro de la fraternidad Acacia. Es miembro de la Fundación por el Renacimiento Ítalo-Americano. Se casó con Jennifer Ann Letulle el 4 de septiembre de 2005, seis días después de la recalada del Huracán Katrina. La pareja tiene dos hijos.

## Legislatura de Luisiana
Luego que el representante estatal, el republicanno (exdemócrata) Quentin D. Dastugue hiciera un intento fallido por ser Gobernador de Luisiana, bajándose antes de la primaria, Scalise fue reclutado por los Republicanos del estado para tomar su asiento en el Distrito 82 de la Cámara de Representantes de Luisiana, ganando las elecciones en 1995. Scalise fue reelegido para el puesto en 1999 y 2003, ejerciendo hasta 2007.
Scalise fue elegido en el 20 de octubre de 2007 mediante una primaria no partidista para el Distrito 9 del Senado de Luisiana, ocupando el puesto del republicano Ken Hollis, el cual ya había superado el límite de períodos. Scalise recibió 19,154 votos (61 por ciento) contra dos oponentes, su colega republicana Polly Thomas, profesora de educación en la Universidad de Nueva Orleans, obtuvo 8,948 votos (29 por ciento). Un demócrata, David Gereighty, obtuvo 3,154 votos (10%) en el distrito, fuertemente republicano.
En una elección extraordinaria para completar el período de Scalise, Conrad Appel derrotó a Polly Thomas, por 21,853 votos (52,1%) contra 20,065 (47,9 por ciento).

## Cámara de Representantes de los Estados Unidos

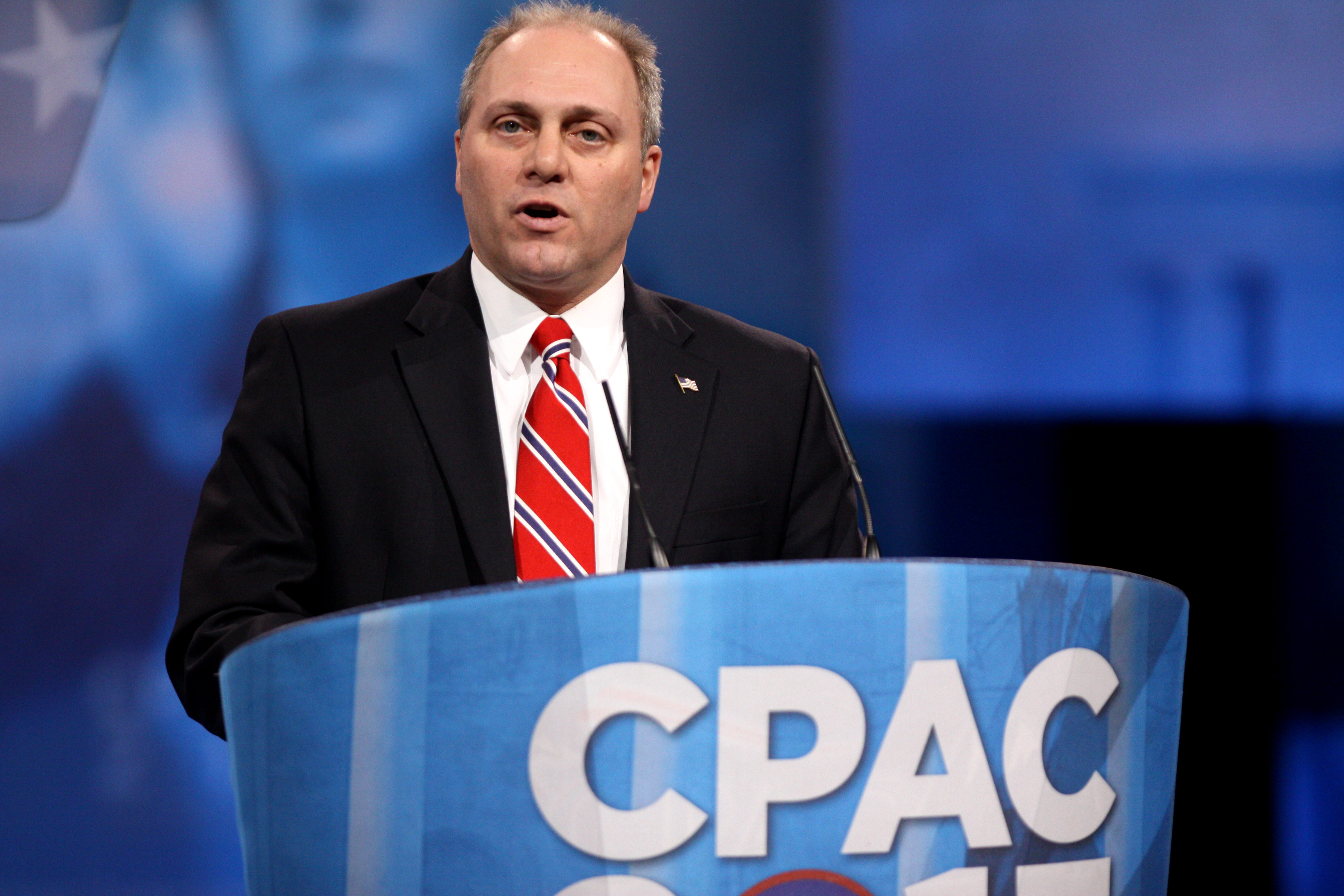
Scalise hablando en la Conferencia de Acción Política Conservadora de 2013.

Cuando el diario The Times-Picayune de Nueva Orleans le pidió que asignase al demócrata Barack Obama una letra que calificase los primeros cien días de éste como presidente, Scalise le otorgó una L (por «liberal»).

### Tareas de comité
- Comité de Energía y Comercio
  - Subcomité de Comunicaciones y Tecnología
  - Subcomité de Energía
  - Subcomité de Supervisión e Investigaciones

### Historia legislativa
En 2011, Scalise se convirtió en un copatrocinador del proyecto de Ley H. R. 3261 conocida como la Ley SOPA (Stop Online Piracy Act, retirada el 23 de enero de 2012). Como presidente de la Comisión de Estudio Republicano, Scalise despidió a Derek Khanna del comité en diciembre de 2012 debido a la presión del lobby de la industria de contenidos después de que la comisión de estudio publicara una nota abogando por cambios a los derechos de autor.

### Carrera por el liderazgo
Luego que el diputado Eric Cantor perdiera inesperadamente ante David Brat el 10 de junio de 2014, Scalise lanzó una campaña para reemplazar a Kevin McCarthy como líder partidario de la Mayoría de la Cámara, puesto que el propio McCarthy reemplazaría a Cantor como líder mayoritario de la cámara. Scalise había ascendido al liderazgo luego de ganar «viniendo por atrás» la presidencia de la Comisión de Estudio Republicano. Scalise posteriormente ganó una carrera triple por el puesto, ganando en la primera vuelta a pesar de los esfuerzos de los otros candidatos Peter Roskam y Marlin Stutzman. Fue criticado por recurrir a la ayuda de un lobista federal, John Feehery, para contratar personal para su sala de prensa.

## Posturas políticas
En 2011 apoyó un proyecto de ley para prohibir a la Agencia de Protección Ambiental (EPA) regular las emisiones de gases de efecto invernadero. (EPA) de regular las emisiones de gases de efecto invernadero. Se opone a las medidas de la administración Obama sobre el calentamiento global, diciendo que perjudicarían a la economía.
Scalise apoyó en 2017 la orden ejecutiva del presidente Donald Trump para imponer una prohibición temporal para la entrada a los Estados Unidos a los ciudadanos de siete países de mayoría musulmana. Afirmó que «Es muy prudente decir, 'Vamos a ser cuidadosos respecto a quienes vengan a nuestro país, para asegurarnos que no sean terroristas'».

## Campañas políticas

### Elección especial de 2008
En 2004, Scalise anunció que iba a ser candidato para la cámara baja, pero luego se bajó debido al poco apoyo encontrado en su partido y apoyó a Bobby Jindal, quien ganó el puesto de David Vitter, quien se convirtió en senador.
En 2007, cuando Jindal fue elegido como gobernador de Luisiana, Scalise anunció sus intenciones de ser candidato nuevamente, recibiendo el respaldo del partido Republicano.
Su oponente más importante durante las primarias fue el representante Timothy G. «Tim» Burns de Mandeville, quien acusó a Scalise de hacer encuestas telefónicas que dejaban mal parados a sus competidores. Scalise defendió su encuesta, argumentando que fue «llevada a cabo por la firma de sondeo republicana en el país, la Public Opinion Strategies ... encuestándose a 300 personas, dejando a Scalise con 57 por ciento, Burns con 26 por ciento y los indecisos en un 17 por ciento. El margen de error es de 5,6 por ciento. Hicimos una encuesta de opinión pública con base en hechos, no 'empujando' al votante».
En las primarias republicanas del 8 de marzo de 2008, Scalise obtuvo 16 799 votos (48 por ciento). Pasó a ganar la segunda vuelta el 5 de abril contra Burns, quien recibió 9631 votos (28 por ciento) en la primaria inicial.
En las elecciones generales del 3 de mayo, Scalise recibió 33 867 votos (75.13%) mientras que la demócrata Gilda Reed obtuvo 10 142 papeletas (22,5 por ciento). Otros dos candidatos sacaron el 2.36 por ciento restante de los votos. Reed era una de las favoritas de los sindicatos y los grupos de electores democráticos. El 1.° Distrito ha sido republicano desde 1977, cuando Bob Livingston ganó una elección especial.
Scalise fue juramentado el 7 de mayo de 2008.

### 2008
En las elecciones regulares, Scalise fue reelegido sobre el demócrata Jim Harlan, con un 66 por ciento frente a un 34 por ciento.

### 2010
Scalise derrotó al candidato demócrata, Myron Katz, y al independiente Arden Wells en 2010 en su campaña de reelección.

### 2012
En junio de 2009, Scalise se unió a Dan Kyle, el antiguo interventor legislativo y tesorero del Partido Republicano de Luisiana, como directores de un grupo para recaudar fondos para promover la candidatura presidencial del gobernador Jindal. Según Kyle, el grupo esperaba recaudar $60 millones para persuadir a Jindal para que buscara la nominación del partido en 2012. Entre los otros miembros del comité se encontraban el exrepresentante estatal Woody Jenkins. El antiguo senador estatal Tom Schedler pidió que su nombre fuese retirado del grupo, no porque él se opusiera a Jindal sino porque esa actividad podría entrar en conflicto con su papel que cumplía entonces como primer asistente del Secretario de Estado de Luisiana, Jay Dardenne.
En su propia campaña de 2012, Scalise prevaleció con 193 490 votos (66,6 por ciento) ante cuatro oponentes, el más importante fue el demócrata M. V. «Vinny» Mendoza, quien finalizó con 61 979 votos (21,3 por ciento). Un segundo republicano, Gary King, recibió 24 838 votos (8,6 por ciento). El independiente Arden Wells participó de nuevo y recibió 4285 votos (1,5 por ciento) en su segunda carrera contra Scalise.

### Campaña presidencial de 2016
En el 2016 presiential elecciones, Scalise respaldó al candidato republicano Donald Trump, quien ganaría la presidencia.

## Orador en la Convención de la Organización por la Unidad y los Derechos Euro-Americanos
En 2002, Scalise fue orador en la convención para la Organización por la Unidad y los Derechos Euro-Americanos (EURO por sus siglas en inglés), un grupo fundado por David Duke. Esto fue revelado en 2014, después de que el bloguero político Lamar White Jr. descubriera comentarios anónimos de 2002 en Stormfront, un foro supremacista blanco, que hacen referencia a Scalise como orador en la convención de aquel año. Scalise confirmó que había hablado en la conferencia de la EURO en 2002, pero afirmó que por entonces no sabía de la «naturaleza racista del grupo». Scalise dijo que habló sobre la legislación fiscal en el estado y que la EURO era «uno de los muchos grupos con que hablé respecto a esta legislación fundamental», además dijo que este es un grupo «cuyos puntos de vista condeno de todo corazón». Scalise se disculpó por hablar al grupo diciendo: «Fue un error, me arrepiento, y me opongo enfáticamente oponerse a políticas divisivas de índole racial y religiosa apoyadas por grupos como estos».
Varios políticos de Luisiana, incluidos el gobernador republicano Jindal y el congresista demócrata Cedric Richmond defendieron el carácter de Scalise. Por su parte, el presidente de la cámara, el republicano John Boehner, expresó su confianza continua en Scalise como whip de la Mayoría. Varios congresistas demócratas, así como Mo Elleithee, un portavoz del Comité Nacional Demócrata, criticaron a Scalise, y desafiaron su declaración de que no era consciente de que el grupo apoyaba el racismo y el antisemitismo. Mark Potok del Southern Poverty Law Center llamó a Scalise a renunciar como líder partidario de la Mayoría.

## Tiroteo
El 14 de junio de 2017, Scalise fue baleado durante una práctica del equipo de béisbol del Congreso en el estado de Virginia, y fue derivado al hospital en condición crítica.
El 14 de junio de 2017, a las 7:09 a. m. (horario de verano del este), Scalise y otros tres fueron heridos de bala por James T. Hodgkinson, quien abrió fuego con un rifle durante una práctica del equipo republicano para el partido anual de béisbol del congreso. La práctica se estaba realizando en el campo de béisbol Eugene Simpson ubicado en el barrio Del Ray en Alexandria, Virginia. Scalise, el único congresista impactado, recibió un disparo en la cadera. El diputado Mo Brooks, quien también estaba en la práctica, atestiguó el ataque y dijo ver a alguien con un rifle tras la cueva de la tercera base. Brooks escuchó gritar a Scalise desde la segunda base. Scalise se arrastró sangrando hacia el campo derecho. El senador Jeff Flake y el representante Brad Wenstrup, quien fuera médico de guerra, asistieron a Scalise luego de que Hodgkinson cayera herido. El senador Rand Paul, otro testigo, dijo haber escuchado «a lo más 50 tiros». Scalise, consciente en principio, entró en estado de shock al ser llevado al MedStar Washington Hospital Center en estado crítico, donde se le derivó a una cirugía inmediata.
Scalise fue impactado por una sola bala de rifle que «viajó a través de su pelvis, fracturando huesos, hiriendo órganos internos y causando sangrado grave». El Dr. Jack Sava del MedStar Washington Hospital Center, dijo que «cuando llegó estaba en estado crítico, con un riesgo inminente de morir», pero el 16 de junio, aunque todavía en estado crítico, se había controlado el sangrado interno y sus signos vitales se han estabilizado, saliendo de riesgo vital. Scalise necesitó de operaciones adicionales para administrar lesiones en los huesos y en los abdominales; no se sabía cuánto tiempo tendría que permanecer en el hospital, y por cuánto necesitaría estar convaleciente. Sava decía estar mucho más optimista respecto a su recuperación, afirmando que aunque Scalise aún estaba en estado crítico, los médicos habían controlado la hemorragia y los signos vitales se habían estabilizado. El 17 de junio se anunció que su condición mejoró a «grave», habiendo despertado para hablar con su familia.